# Gentiana baeuerlenii
Gentiana baeuerlenii är en gentianaväxtart. Gentiana baeuerlenii ingår i släktet gentianor, och familjen gentianaväxter.

## Underarter
Arten delas in i följande underarter:
- G. b. baeuerlenii
- G. b. bredboensis